# Александре Ажа
Александре Жуан-Аркади (фр. Alexandre Jouan-Arcady, 7. август 1978, Париз), познатији као Александре Ажа (фр. Alexandre Aja), француски је режисер, сценариста и филмски продуцент, најпознатији по својим остварењима у хорор жанру. Међународну пажњу привукао је 2003. психолошким слешером, Крвава романса.
Након што је погледао Високу тензију, Вес Крејвен, иначе Ажин узор, му је понудио да режира римејк његовог култног класика, Брда имају очи, што је Ажа и прихватио. Након тога је режирао још неколико познатих хорора, као што су Огледала (2008), Пирана 3D (2010), Рогови (2013) и Плен (2019). За свој дебитантски филм, Изнад дуге (1997), био је номинован за Златну палму у категорији најбољег кратког филма, на 50. Филмском фестивалу у Кану.

## Филмографија
| Година | Филм                     | Оригинални наслов | Редитељ | Сценариста | Продуцент | Реф.          |
| ------ | ------------------------ | ----------------- | ------- | ---------- | --------- | ------------- |
| 1999.  | Фурија                   |                   | Да      | Да         | Не        | [ 1 ]         |
| 2002.  | Између паса и вукова     |                   | Не      | Да         | Не        | [ 2 ]         |
| 2003.  | Крвава романса           |                   | Да      | Да         | Не        | [ 3 ]         |
| 2006.  | Брда имају очи           |                   | Да      | Да         | Не        | [ 4 ] [ 5 ]   |
| 2007.  | П2                       |                   | Не      | Да         | Да        | [ 6 ]         |
| 2008.  | Огледала                 |                   | Да      | Да         | Не        | [ 7 ]         |
| 2010.  | Пирана 3D                |                   | Да      | Не         | Да        | [ 8 ]         |
| 2012.  | Манијак                  |                   | Не      | Да         | Да        | [ 8 ] [ 9 ]   |
| 2013.  | Рогови                   |                   | Да      | Не         | Да        | [ 10 ] [ 11 ] |
| 2014.  | Пирамида                 |                   | Не      | Не         | Да        | [ 12 ] [ 13 ] |
| 2016.  | Друга страна врата       |                   | Не      | Не         | Да        | [ 14 ]        |
| 2016.  | Девет живота Луја Дракса |                   | Да      | Не         | Да        | [ 15 ]        |
| 2019.  | Плен                     |                   | Да      | Не         | Да        | [ 16 ]        |
| 2021.  | Кисеоник                 |                   | Да      | Не         | Да        | [ 17 ]        |